# Sigmund Goldschmidt
Sigmund (Sigismund, Zikmund) Goldschmidt, född 28 september 1815 i Prag, död 26 september 1877 i Wien, var en tjeckisk pianist och tonsättare.
Goldschmidt vistades 1845–49 i Paris, därifrån han återvände till Prag. Han lämnade där plötsligt konstnärsbanan, för att ägna sig åt köpmannayrket. Han komponerade konserter, sonater och etyder. Han invaldes 1844 som ledamot av Kungliga Musikaliska Akademien i Stockholm.